# Серакув (Ґостинінський повіт)
Серакув (пол. Sieraków) — село в Польщі, у гміні Гостинін Ґостинінського повіту Мазовецького воєводства.
Населення — 233 особи (2011).
У 1975-1998 роках село належало до Плоцького воєводства.

## Демографія
Демографічна структура станом на 31 березня 2011 року:
|          | Загалом | Допрацездатний вік | Працездатний вік | Постпрацездатний вік |
| -------- | ------- | ------------------ | ---------------- | -------------------- |
| Чоловіки | 122     | 24                 | 81               | 17                   |
| Жінки    | 111     | 16                 | 62               | 33                   |
| Разом    | 233     | 40                 | 143              | 50                   |